# InBev
InBev – koncern browarniczy powstały w 2004 r. w wyniku fuzji belgijskiego koncernu Interbrew z brazylijskim AmBev. W momencie powstania InBev był największym przedsiębiorstwem piwowarskim na świecie. W 2008 r. InBev połączył się z amerykańskim koncernem Anheuser-Busch, tworząc Anheuser-Busch InBev (AB InBev).
Największa część przychodów przedsiębiorstwa pochodziła ze sprzedaży piwa, jednak InBev miał także duży udział w sprzedaży napojów bezalkoholowych w Ameryce Łacińskiej. Przedsiębiorstwo zatrudniało około 86 000 osób, a jej siedziba mieściła się w Leuven w Belgii. InBev posiadał oddziały w ponad 30 państwach, a swoje produkty sprzedawał w ponad 130. W 2006 r. wartość przedsiębiorstwa wyniosła €30,6 miliarda a jej dochód netto €3,2 miliarda.

## Zarząd
W momencie powstania przedsiębiorstwa, dyrektorem generalnym był John Brock. Pod koniec 2005 r. zastąpił go Carlos Brito.
W skład zarządu wchodzili także: Allan Chapin, Carlos Alberto da Veiga Sicupira, Arnoud de Pret Roose de Calesberg, Jean-Luc Dehaene, Philippe de Spoelberch, Jorge Lemann, Roberto Moses Thompson Motta, Kees J. Storm oraz Peter Harf.

## Historia
Korzeni InBev można szukać w Den Horen w Leuven w 1366 r. W 1987 r. dwa największe browary w Belgii: Artois z Leuven oraz Piedbœuf z Jupille połączyły się tworząc jeden wielki koncern Interbrew.
AmBev był brazylijską firmą browarniczą powstałą w 1999 r. przez połączenie browarów Brahma i Antarctica. Firma miała dominującą pozycję na rynku w Ameryce Południowej i na Karaibach.
Przed fuzją w 2004 r. Interbrew był trzecim koncernem na świecie pod względem wielkości produkcji piwa, natomiast AmBev plasował się na piątym miejscu. Wieloletnim liderem rynku był wówczas Anheuser-Busch, a tuż za nim znajdował się szybko rozwijający się SABMiller. Połączenie Interbrew i AmBev zaowocowało powstaniem największego piwnego koncernu świata, który przyjął nazwę InBev.
W 2008 r. belgijsko-brazylijski InBev przejął swojego konkurenta ze Stanów Zjednoczonych, Anheuser-Buscha. Nowo powstały gigant został nazwany Anheuser-Busch InBev, w skrócie AB InBev.
W 2016 r. AB InBev wchłonął drugi co do wielkości koncern piwny, międzynarodowego SABMillera. Transakcja przekroczyła kwotę 100 mld USD.

## Marki
Prekusor InBev – Interbrew używał sloganu: „Najbardziej lokalny browar świata” („The World’s Local Brewer”), ale po połączeniu z AmBev zaprzestano jego używania.
Markami InBev były:

- Absolut Cut (Szwecja)
- Alexander Keith’s (Kanada)
- Antarctica (Brazylia)
- Apatinska pivara(inne języki) (Serbia)
  - Jelen pivo
  - Pils Light
- Aqua Fratelli Vita (Brazylia)
- AstikA(inne języki) (Bułgaria)
- Baisha (Chiny)
- BagBier (Rosja)
  - BagBier
  - BagBier Classicheskoye
  - BagBier Krepkoye
  - BagBier Nashe
- Bass (Wielka Brytania)
- Beck’s(inne języki) (cały świat)
- Belle-Vue(inne języki) (Belgia)
  - Belle-Vue Kriek
  - Belle-Vue Kriek Extra
  - Belle-Vue Framboise
  - Belle-Vue Gueuze
- Bergenbier (Rumunia)
- Boddingtons(inne języki) (Wielka Brytania)
- Bohemia (Brazylia)
- Borsodi Sör (Węgry)
- Boomerang (Francja)
- Borostyán (Węgry)
- Brahma(inne języki) (cały świat)
- Braník (Czechy)
- Breda (Wyspy Normandzkie)
- Budweiser (Kanada, własność Anheuser-Busch)
  - Bud Light
- Cafri (Korea Południowa)
- Caracu (Brazylia)
- Castlemaine XXXX(inne języki) (własność Castlemaine Perkins Pty Ltd.(inne języki))
- Czernihiwśke (Ukraina)
  - Czernihiwśke Świtłe
  - Czernihiwśke Premium
  - Czernihiwśke Micne
  - Czernihiwśke Temne
  - Czernihiwśke Biłe
  - Czernihiwśke Biła Nicz
  - Czernihiwśke Bahriane
  - Czernihiwśke Fitness+
- Diebels(inne języki) (Niemcy)
- Diekirch (Luxemburg)
  - Diekirch Grand Cru
  - Diekirch Grande Réserve
  - Diekirch Exclusive
- Dimix (Niemcy)
- Dommelsch
  - Dommelsch Pilsener
  - Dommelsch Ice
  - Dommelsch Dominator
- Double Deer (Chiny)
  - E-Generation
  - Premium Light
  - Dry Beer
- Dutch Gold(inne języki) (Holandia)
- Franziskaner Weissbier (Niemcy)
- Franziskaner Hefe-Weissbier Hell (Niemcy)
- Franziskaner Hefe-Weissbier Dunkel (Niemcy)
- Gilde Ratskeller (Niemcy)
- Guaraná Antarctica (Brazylia)
- Guaraná Brahma (Brazylia)
- Haacke-Beck (Niemcy)
- Hasseröder(inne języki) (Niemcy)
- Hertog Jan (Holandia)
  - Primator
  - Oud Bruin
  - Grand Prestige
  - Tripel
  - Dubbel
  - Winterbier
  - Bockbier
  - Meibock
  - Karakter
- Hoegaarden (Belgia)
- Hougaerdse Das (Belgia)
- Jantar (Ukraina)
- Jingling (Chiny)
- Jinlongquan (Chiny)
  - Draft
  - Refreshing
- Julius (Belgia)
- Jupiler (Belgia)
  - Jupiler N.A.
  - Jupiler Blue
  - Jupiler Tauro
- KK (Chiny)
- Kamenitza (Bułgaria)
- Klinskoje (Rosja)
  - Klinskoje Swietłoje
  - Klinskoje Zołotoje
  - Klinskoje Lux
  - Klinskoje Redkoje
  - Klinskoje Arriva
  - Klinskoje Samuraj
- Kokanee (Kanada)
- La Bécasse (Francja)
  - La Bécasse Kriek
  - La Bécasse Raspberry
  - La Bécasse Gueuze
- Labatt Family(inne języki) (Kanada) Acquired in 1991
  - Labatt Blue
  - Labatt Blue Light
  - Labatt.5
  - Labatt Lite
  - Labatt 50
  - John Labatt Classic
  - Labatt Genuine
  - Labatt Extra Dry Lager
  - Labatt Wildcat
  - Labatt Ice
  - Labatt Sterling
- Lakeport (Kanada)
- Leffe (świat)
- Liber (Brazylia)
- Löwenbräu(inne języki) (Niemcy)
- Löwenbräu Original (Niemcy)
- Löwenbräu Oktoberfestbier (Niemcy)
- Marathon (Brazylia)
- Mousel (Luxemburg)
- Pivara Trebjesa(inne języki) (Czarnogóra)
  - Nik Cool
  - Nik Gold
  - Nikšicko pivo
  - Nikšicko tamno
- Noroc (Rumunia)
- OB (Korea Południowa)
- Oranjeboom (Holandia)
  - Oranjeboom Premium Pilsener
  - Oranjeboom Oud Bruin
  - Oranjeboom Premish Malt
- Ostravar (Czechy)
- Permskoye Gubernskoye (Rosja)
  - Permskoye Gubernskoye Svetloye
- Piedbœuf (Belgia)
  - Piedbœuf Blond
  - Piedbœuf Brown
  - Piedbœuf Triple
- Quilmes(inne języki) (Argentyna)
- Red Shiliang (Chiny)
- Rifey (Rosja)
- Rogan (Ukraina)
  - Rogan Lehke
  - Rogan Tradytsiyne
  - Rogan Tradytsiyne
  - Rogan Monastyrske Temne
  - Rogan Veselyi Monach
  - Rogan Bezalkoholne
  - Rogan Kampai
  - Rogan Arriva
- Safir (Belgia)
- Santai (Chiny)
- Sibirskaya Korona (Rosja)
- Skol (Brazylia)
- Sládkův Měšťan (Czechy)
- Spaten (Niemcy)
- St. Pauli Girl (USA)
  - St. Pauli Girl Lager
  - St. Pauli Girl Special Dark
  - St. Pauli Girl Non-Alcoholic
- Staropramen (Czechy)
- Stella Artois (świat)
  - Artois Bock
  - Peeterman Artois
- Sukita (Brazylia)
- Taller (Ukraina)
- Tennent’s(inne języki) (Wielka Brytania)
  - Tennent’s Super
  - Tennent’s Ember
  - Tennent’s Extra Lager
  - Tennent’s Light Ale
  - Tennent’s Pilsner
  - Tennent’s Special
  - Tennent’s Velvet Ale
  - Tennent’s Stout
  - Tennent’s 1885 Lager
  - Tennent’s Scotch Ale
- Tinkow Russian Lager (Rosja)
- Tolstiak (Rosja)
  - Tolstiak Dobroye
  - Tolstiak Swietłoje
  - Tolstiak Zaboristoje
  - Tolstiak Krepkoye
  - Tolstiak Greczisnoje
- Vieux Temps (Belgia)
- Vratislav (Czechy)
- Wolters (Niemcy)
- Yali (Chiny)
- Zagrebačka pivovara (Chorwacja)
  - Božicno Pivo
  - Ožujsko Pivo
  - Ožujsko Cool
  - Ožujsko Izzy
  - Ožujsko Strong
  - Fresssh by Ožujsko
  - Tomislav
- Zizhulin (Chiny)
- Zhujiang (Chiny)